# Episodi de Le avventure di Bailey (quarta stagione)
La quarta stagione della serie televisiva Le avventure di Bailey è stata trasmessa in anteprima nel Regno Unito dalla BBC tra il 19 gennaio 1987 e il 23 febbraio 1987.
| nº | Titolo originale                | Titolo italiano | Prima TV UK      | Prima TV Italia |
| -- | ------------------------------- | --------------- | ---------------- | --------------- |
| 1  | Rumpole and the Old, Old, Story |                 | 19 gennaio 1987  |                 |
| 2  | Rumpole and the Blind Tasting   |                 | 26 gennaio 1987  |                 |
| 3  | Rumpole and the Official Secret |                 | 2 febbraio 1987  |                 |
| 4  | Rumpole and the Judge's Elbow   |                 | 9 febbraio 1987  |                 |
| 5  | Rumpole and the Bright Seraphim |                 | 16 febbraio 1987 |                 |
| 6  | Rumpole's Last Case             |                 | 23 febbraio 1987 |                 |